# Junsei Tani
Pour les articles homonymes, voir Tani.
Junsei Tani (谷 順成, Tani Junsei), né le 4 août 1994, à Gifu, est un coureur cycliste japonais. Il évolue au sein de l'équipe Utsunomiya Blitzen.

## Biographie
En 2020, Junsei Tani intègre l'équipe continentale Nasu Blasen. Bon grimpeur, il se classe neuvième du Tour du Japon en 2021. Il finit également quatrième du Tour de Hokkaido en 2022, après s'être imposé sur une étape. L'année suivante, il change de maillot en rejoignant la formation Utsunomiya Blitzen. Sous ses nouvelles couleurs, il termine notamment onzième du Tour de Kyushu.

## Palmarès et résultats

### Palmarès par année
- 2022
  - 2e étape du Tour de Hokkaido

### Classements mondiaux
| Année                                 | 2021  | 2022  | 2023  | 2024  |
| ------------------------------------- | ----- | ----- | ----- | ----- |
| Classement mondial                    | 2040e | 1429e | 1195e | 2382e |
| UCI Asia Tour                         | 148e  | 112e  | 83e   | 123e  |
|                                       |       |       |       |       |
| Légende : nc = non classéSource : UCI |       |       |       |       |